# SS Scafatese Calcio 1922

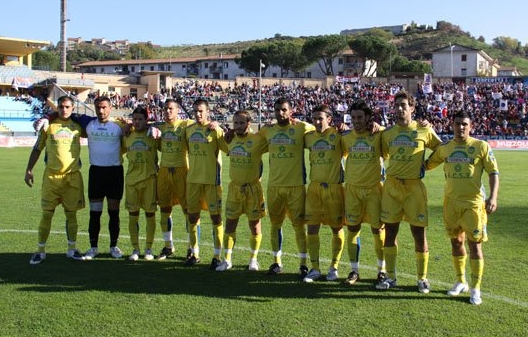
Team van 2008-2009

SS Scafatese Calcio 1922 is een Italiaanse voetbalclub uit Scafati. De club is opgericht in 1922 en speelt in de Serie C2/C. De clubkleuren zijn geel en blauw.